# Offensive du lac Narotch
Première Guerre mondiale
Batailles
Front d'Europe de l’Est
- Stallupönen (08-1914)
- Gumbinnen (08-1914)
- Tannenberg (08-1914)
- Île d'Odensholm (08-1914)
- Lemberg (08-1914)
- Krasnik (08-1914)
- Komarów (08-1914)
- Lacs de Mazurie (I) (09-1914)
- Przemyśl (09-1914)
- Vistule (09-1914)
- Łódź (11-1914)
- Limanowa (12-1914)
- Bolimov (01-1915)
- Zwinin (02-1915)
- Lacs de Mazurie (II) (02-1915)
- Przasnysz (02-03-1915)
- Schaulen (04-07-1915)
- Gorlice-Tarnów (05-1915)
- Boug (06-08-1915)
- Narew (07-08-1915)
- Novogeorgievsk (08-1915)
- Varsovie (08-1915)
- Sventiany (09-1915)
- Lac Narotch (03-1916)
- Offensive Broussilov (06-1916)
- Offensive de Baranavitchy (07-1916)
- Turtucaia (09-1916)
- Offensive Flămânda (09-1916)
- Argeș (12-1916)
- Offensive Kerenski (07-1917)
- Bataille de Riga (09-1917)
- Opération Albion (09-10-1917)
- Mărășești (08-1917)
- Traité de Brest-Litovsk (03-1918)
- Traité de Brest-Litovsk (03-1918)
- Bakhmatch (03-1918)

Front d'Europe de l’Ouest
Front italien
Front des Balkans
Front du Moyen-Orient
Front africain
Bataille de l'Atlantique
L’offensive du Lac Narotch (en russe : Нарочская операция, Narotchskaïa Operatsiia) est une bataille qui eut lieu en mars 1916 entre l'Empire allemand et l'Empire russe, pendant la Première Guerre mondiale. L’objectif de la Russie était de soulager les troupes françaises qui combattaient à Verdun.

## Contexte
Après la Grande Retraite de 1915 qui avait amené la perte de la Pologne russe et de la Lituanie, le commandement russe souhaitait reprendre l'initiative face aux Allemands. Lors de la conférence de Chantilly les Alliés s'engagent à coordonner leurs efforts. Au fur et à mesure que la situation se détériorait à Verdun, le général Joffre faisait appel aux Alliés pour qu’ils ouvrent un nouveau front et ainsi obligent les Allemands à retirer une partie de leurs troupes de Verdun. Alors que les Britanniques prennent plusieurs mois à préparer une offensive, celle de la Somme qui débute en juillet, les Russes réagissent plus rapidement. Une conférence est tenue pour préparer l'offensive le 24 février à la Stavka.
Le tsar Nicolas II est commandant-en-chef depuis 1915 mais en pratique c'est Mikhail Alekseïev qui choisit la région du lac Narotch en Russie blanche (actuelle Biélorussie) parce que 350 000 Russes y étaient stationnés, faisant face à seulement 75 000 Allemands de la 10e armée, sous les ordres du général von Eichhorn. Après la crise des munitions de 1915, les stocks d'obus sont revenus à un niveau suffisant.

## Déroulement
Les troupes russes du front nord, sous la direction d’Alexeï Kouropatkine, et du front ouest, commandées par Alexeï Evert, devaient participer à l'attaque. Le général Alexandre Ragoza commandait la 4e armée par intérim en remplacement de Vladimir Smirnov (de), malade. Les 350 000 soldats russes étaient répartis en trois groupes, Balouïev, Plechkov (en) et Sirelius (pl) : en général, leurs chefs étaient des officiers supérieurs de l’ancienne école, arrivé à de hauts postes à l’ancienneté ou grâce à de bonnes relations.

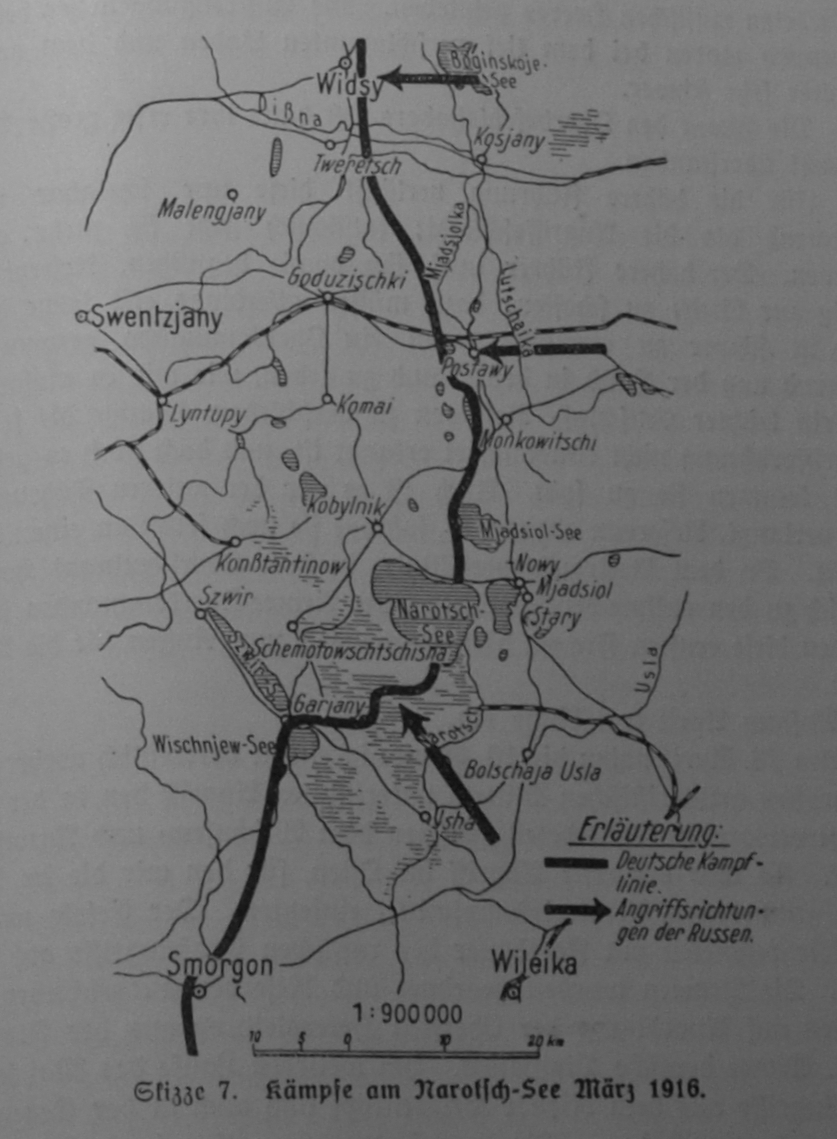
La bataille du lac Narotch. Carte extraite des Mémoires de guerre d'Erich Ludendorff, 1919

La préparation de l'offensive a lieu à la fin de l'hiver, ce qui complique la logistique, les routes pouvant être soit embourbées soit verglacées. Cela diminue également l'efficacité de l'artillerie, et empêche l'utilisation des gaz de combat. La boue gêne les artilleurs qui transportent à la main les munitions et dont les pieds s'enfoncent dans la boue.
De grandes unités de cavaleries sont amenées au front mais sont inutilisées.
Les tranchées russes ne sont pas consolidées, l'offensive est annoncée trois semaines en avance et les Allemands en ont vent. Il n'y a pas de reconnaissance préalable à la préparation d'artillerie, alors que l'artillerie allemande a les arrières russes dans son champ de vision.

### Groupe Plechkov
La communication entre artillerie lourde, artillerie légère et infanterie est mauvaise ou inexistante.
Le groupe nord du général Plechkov lança l’offensive. Les bombardements préliminaires de l’artillerie russe durèrent deux jours, du 16 au 18 mars, mais ils furent très imprécis et inefficaces face aux blindages des tranchées, laissant l’artillerie allemande presque intacte. Les Russes traversent le no man's land les séparant des Allemands en chargeant en masse face aux mitrailleuses allemandes. De plus, un dégel printanier provoque l'apparition de boue sur le terrain, ralentissant la charge. Au prix de 20 000 morts dans leurs propres rangs, les assaillants gagnèrent quelques kilomètres, mais n’infligèrent pas de pertes sérieuses aux défenses allemandes — bien organisées et fortifiées —, malgré leur supériorité numérique.

### Groupe Balouïev
Le groupe central du général Balouïev parvint, grâce à une bonne coordination de l’artillerie et de l'infanterie, à progresser et à capturer environ 1 000 soldats allemands. L'arrivée de renforts côté allemand permis toutefois de contenir la percée russe.

### Groupe Sirelius
Le général Sirelius, dont l’incompétence avait déjà été condamnée par le général Alekseïev, ne participa pas à l’offensive. Un tiers des forces russes demeura donc dans l’inaction.

### Un récit de guerre unique

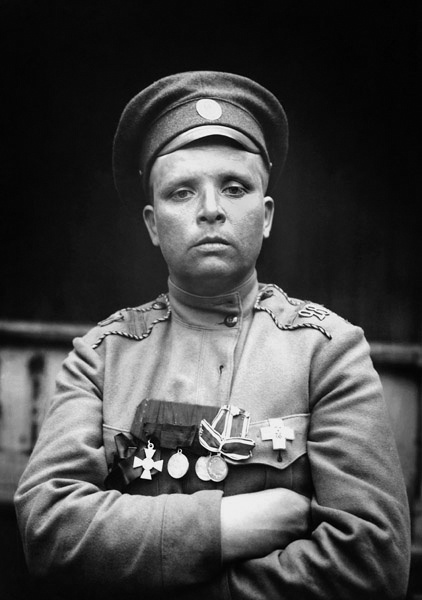
Maria Botchkareva en 1917

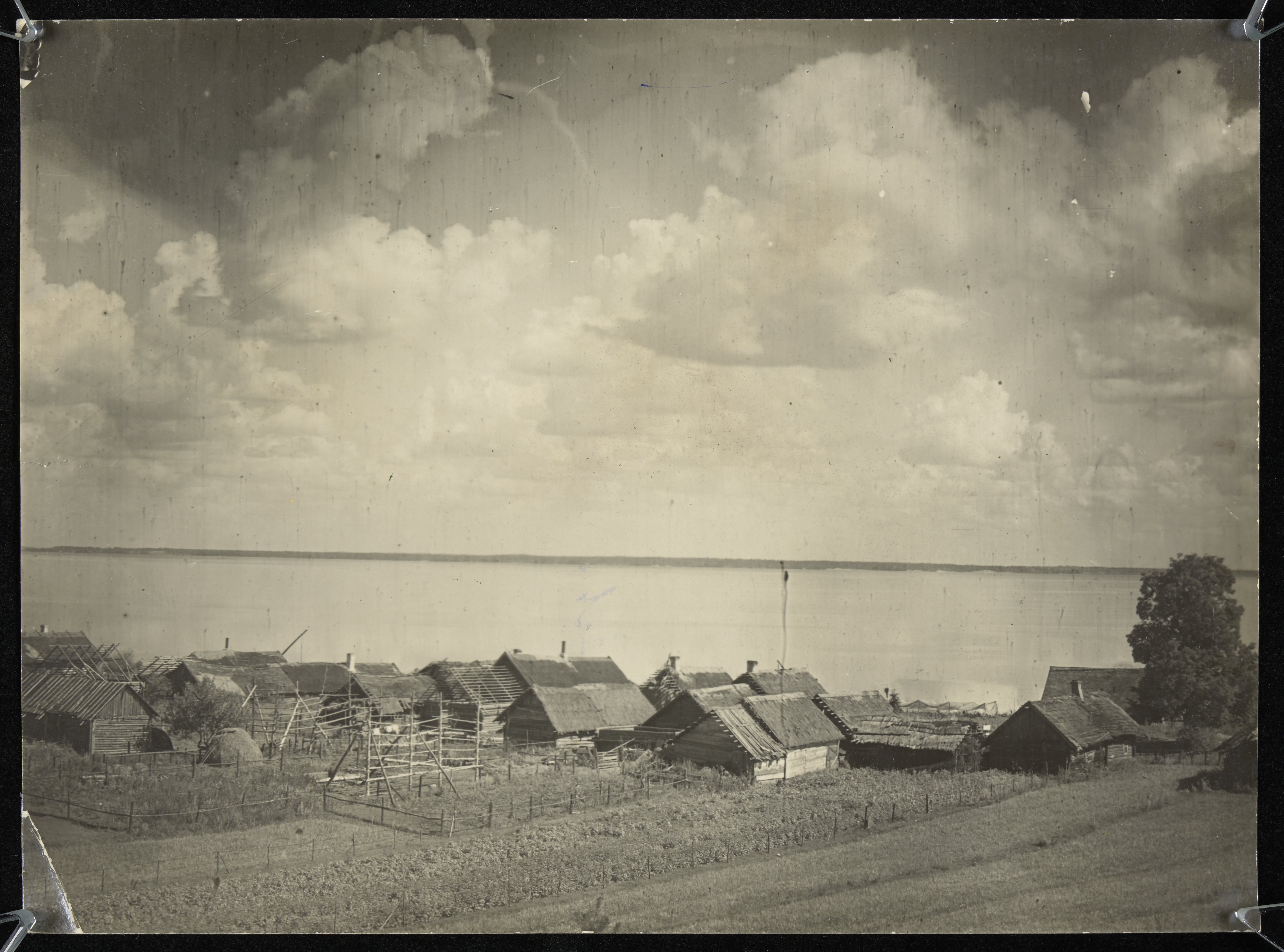
Le lac Narotch. Photographie A. Visłocki, 1920

Bien que limitée à une perception du front par le soldat de base, la description qu'en fait Maria Botchkareva reste un document unique. Le fait que cette femme a combattu au milieu d'une troupe entièrement masculine est exceptionnel pour l'époque. D'autre part, sa description du no man's land exprime avec force l'atrocité du combat vécue par tant de soldats. Celle qui est alors surnommée « Yashka » a lors de cette vaste offensive des actes de bravoure qui lui valent l'estime de tous, notamment en se portant volontaire pour retirer des blessés de la « zone de mort ». Proche du lac Narotch, le campement principal de sa troupe occupe l'un des nombreux lieux nommés « Sloboda ».
Contrastant avec l'échec général de l'offensive, le récit de « Yashka » rapporte surtout l'éphémère victoire de Pastavy (Postavy, suivant le choix orthographique en français). Au printemps 1916, ainsi qu'elle le raconte dans ses mémoires, c'eût été une vraie déconvenue pour Erich Ludendorff et l'armée de l'est si cette percée s'était prolongée. Elle aurait en effet obligé à un large recul sur toute la ligne, d'autant plus que le rapport numérique était ici largement en faveur des Russes. Mais la ténacité et l'équipement des contingents allemands permirent d'éviter cette débâcle.

## Conséquences
L’offensive russe prit fin en avril 1916, et tout le terrain gagné fut perdu lors des contre-attaques allemandes. Cette défaite marque la fin de l’influence des anciens officiers supérieurs de l’armée dans la direction des opérations ainsi que l’abandon de tactiques militaires désormais dépassées.
Une attaque similaire près de Riga, le 21 mars 1916, n’eut pas plus de réussite.
En définitive, cette opération fut un échec cuisant. Elle affaiblit le moral des troupes russes sans parvenir à aider les Français.
La défaite a eu lieu malgré une grande supériorité en hommes et en matériel, ce qui décourage l'Empire russe qui renonce à attaquer et ne se comporte plus que défensivement. L'offensive Broussilov qui suit parvient à bousculer les forces austro-hongroises mais n'est pas décisive et cause des pertes fort importantes. Le défaitisme touche alors toute l'armée russe, désertions et mutineries se multiplient.

## Filmographie
Vladimir Bokoun, Narotch-Verdun (version originale russe) (version française), Telekanal ONT,Обратный отсчёт,2014